# 立花氏庭園

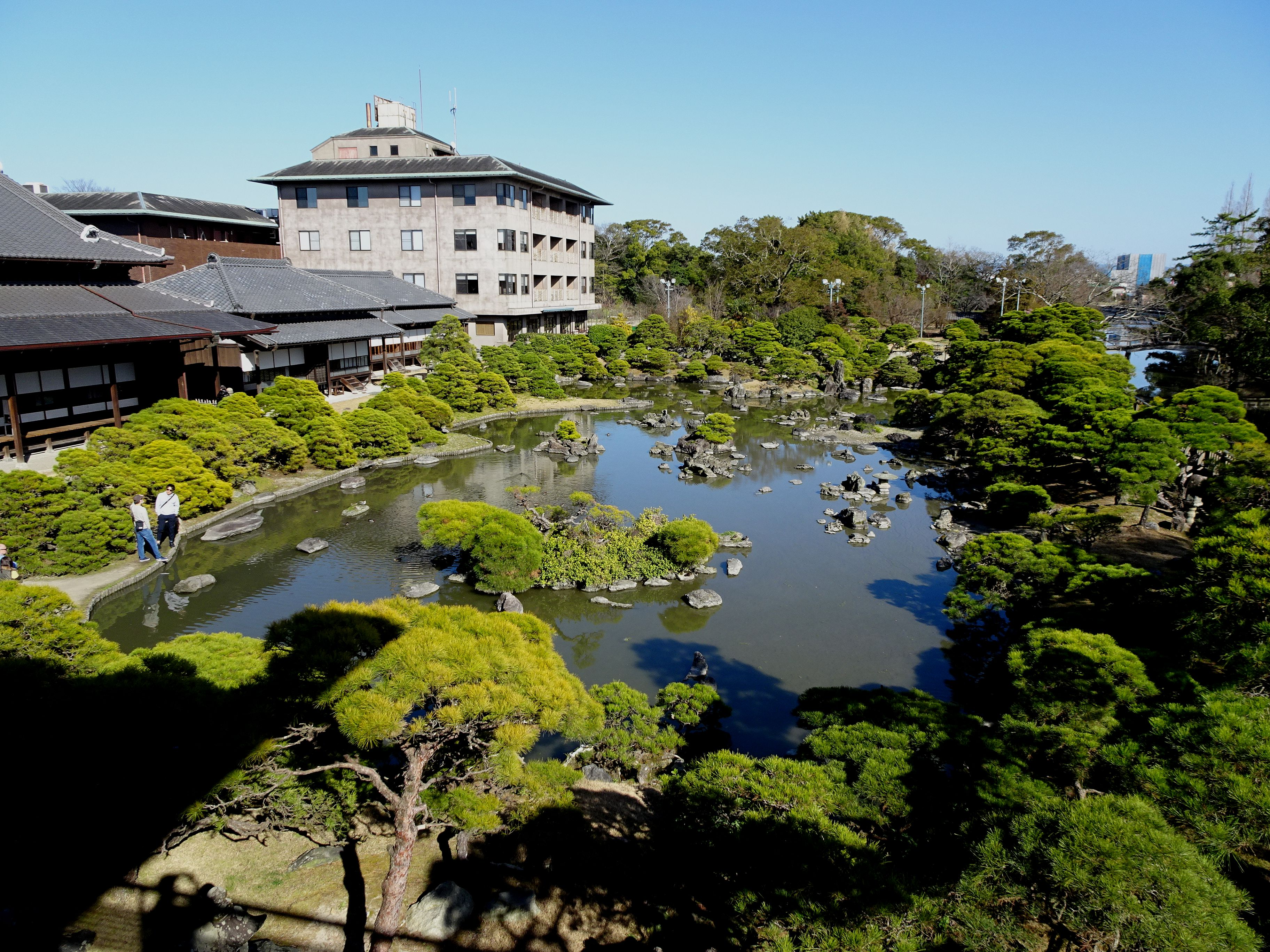
松濤園 (2020年2月23日撮影)

立花氏庭園（たちばなしていえん）は福岡県柳川市にある旧柳川藩主立花家の御屋敷と庭園。江戸時代元文三年（1738）に柳川藩五代藩主、立花貞俶が、柳川城の南西隅にあたる、当時、 御花畠と呼ばれていたこの地に藩主家の人々が暮らす別邸を築いたことに始まる。明治時代、立花家は伯爵となり、建物や庭園も新しく整えられ、1910年に洋館と和館が並び立つ新しいスタイルの立花伯爵家住宅が完成し、それが現在の立花氏庭園の主要建造物を構成している。
1978年8月25日に屋敷地の西半分が「松濤園（しょうとうえん）」として国の名勝に指定された。2011年9月21日には東庭園が追加指定されて、屋敷地全域が国の名勝となり、指定名称を「立花氏庭園」に改めた。大広間と御居間に面した庭園・松濤園は明治期に入って整えられた近代和風庭園である。池を中心に、周囲に280本もの松を配した華やかな庭で、池の岩島の配置には当時の伯爵寛治の意向が強く反映されている。池の水は柳川城の堀の水を循環させるように作ってあり、生き物が豊富なためか冬場には野鴨が飛来し、冬の風物詩となっている。
地元の人々から「御花」と呼び親しまれてきたこの地は、戦後立花家が経営する料亭旅館となり、現在も大名文化の香りを伝える美しく力強い光景は、観光客を魅了している。

## 歴史

### 来歴
隠居した柳川藩主立花鑑虎が元禄10年（1697年）に普請方の田尻惟貞（惣助）に命じて総面積約7,000坪の集景亭という別邸を構えて、遊息の地とした。その後、会所として利用される。

### 御花畠の成立と柳川藩の奥機能の移転
通説では「当地が『花畠』という地名であったことから、柳川の人々から御花と呼ばれるようになる」と言われることが多いが、元文3年（1738年）以前の一次資料に「御花畠」の名は登場しない。
藩主立花貞俶の治世中の元文2年（1737年）に国元での奥（藩主側室や子息、女中の居住地）として使われていた柳川城二の丸御殿が手狭になったので、奥の移転が計画される。貞俶が花見や相撲見物に使っていた三の丸の茂庵小路御茶屋でもやはり手狭だったので、より広いかつての鑑虎の別邸が移転地に決定する。元文3年（1738年）には、かつての鑑虎の別邸に二の丸座敷を直接移築するなどの普請が加えられ、旧暦7月7日に藩主子女や女中が二の丸より引越し、御花畠と命名された。
こうして、御花畠は柳川藩の国元の奥として明治時代まで機能するようになる。なお、藩主の国元での居住は柳川藩本丸御殿で、藩主は御花畠と柳川城を行き来していたが、嘉永3年（1850年）以降は御花畠に居住しており、事実上柳川藩主家の国元の私宅となっている。
柳川藩の奥が花畠に移転したこともあり、柳河藩の役職には「花畑路地役」（城地路地役が兼務）や「花畑目付」、「花畑役人」という役職も置かれ、「列並諸役人帳」（文久3年頃作成だが、しばらく実務に使っていたと推定されている）などの柳川藩史料で確認できる。同時に藩政史料では「花畑」と表記されることもあったことが分かる。

### 明治以降
現在の庭園、建物の大部分は1909年（明治42年）から1910年（明治43年）にかけて立花家14代当主立花寛治によって新築された。なお、「図説 立花家記」によると、江戸時代は御花西洋館から西側は御花畠に含まれていなかった。
戦後、1950年に立花家16代当主立花和雄が「柳川御花」として料亭と旅館の営業を開始した。

## 映画
- 『風が通り抜ける道』（田中壱征監督作品）沖縄県後援、カンヌ国際映画祭2023年 披露上映作品、沖縄国際映画祭2023年 正式出品作品、一般劇場公開2024年（イオンエンターテイメント）

## ギャラリー

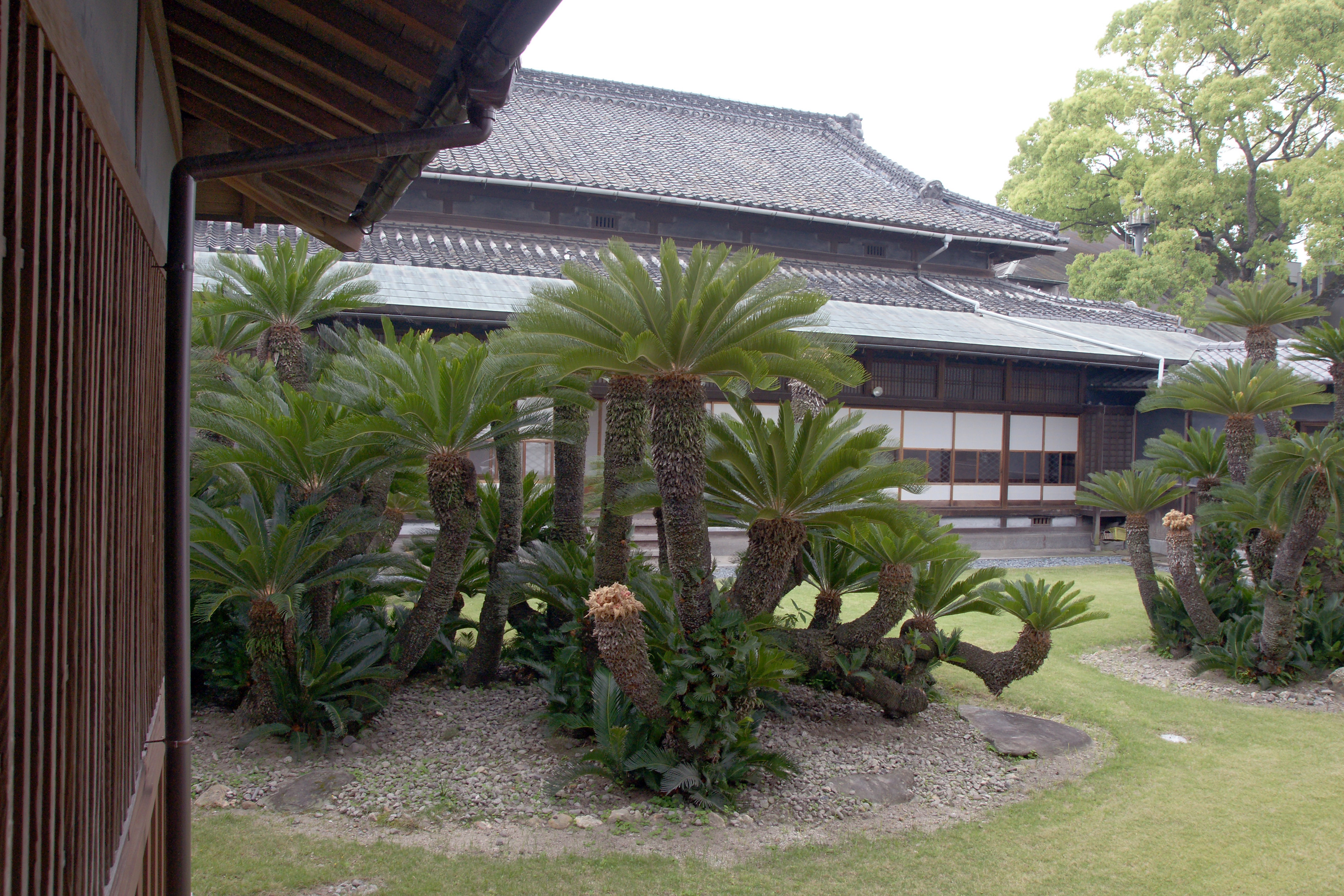
本館
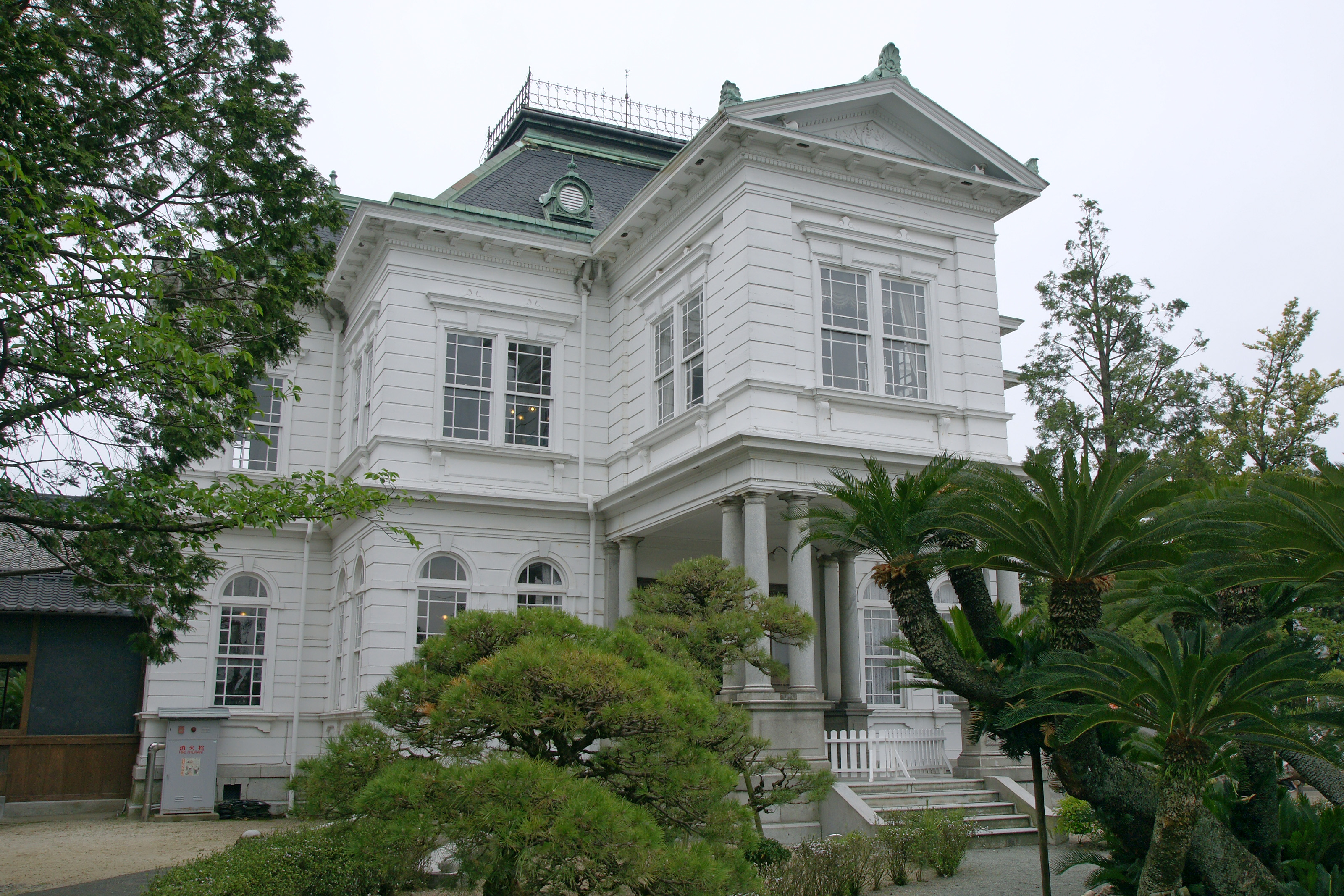
西洋館
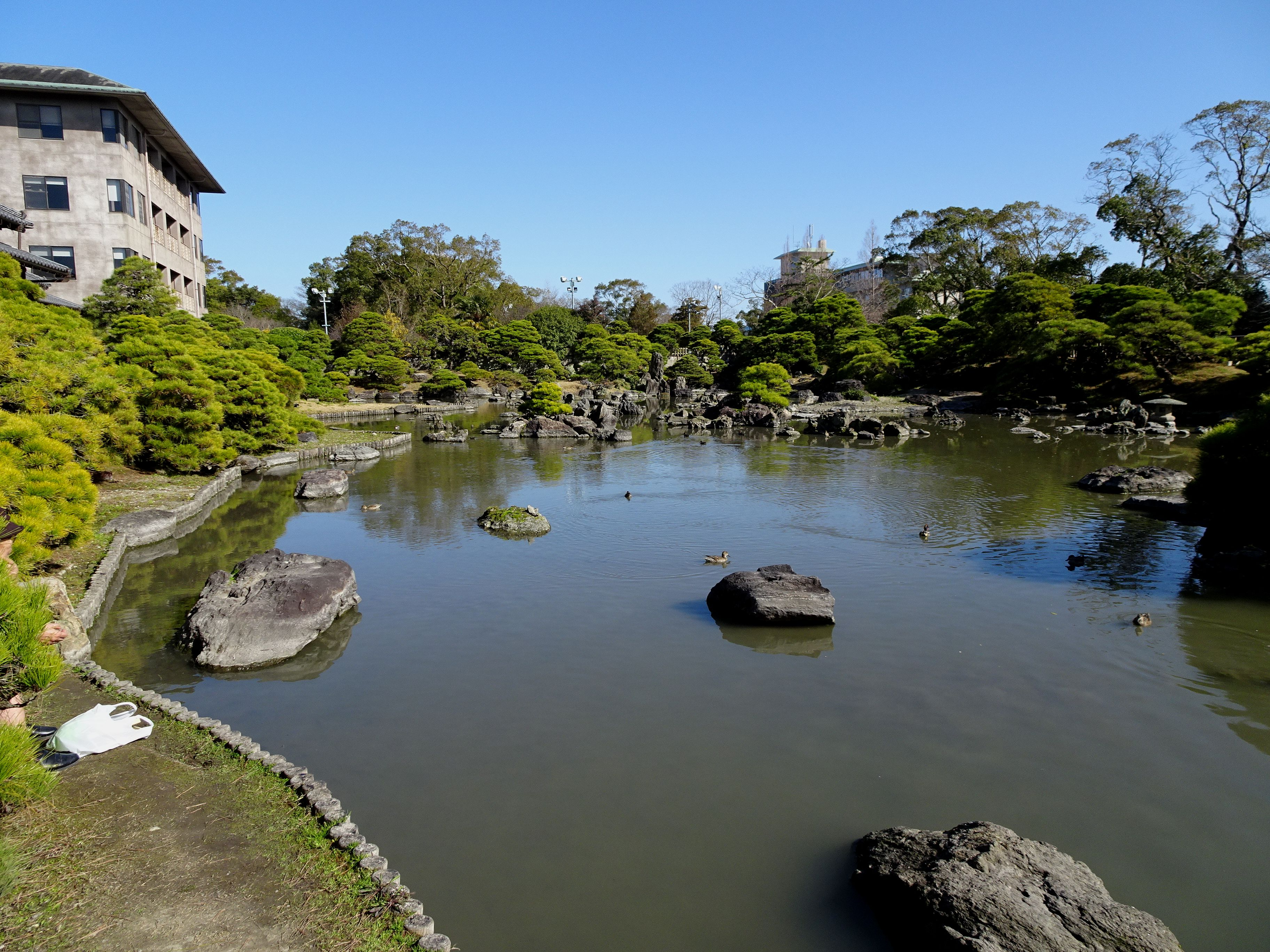
松濤園
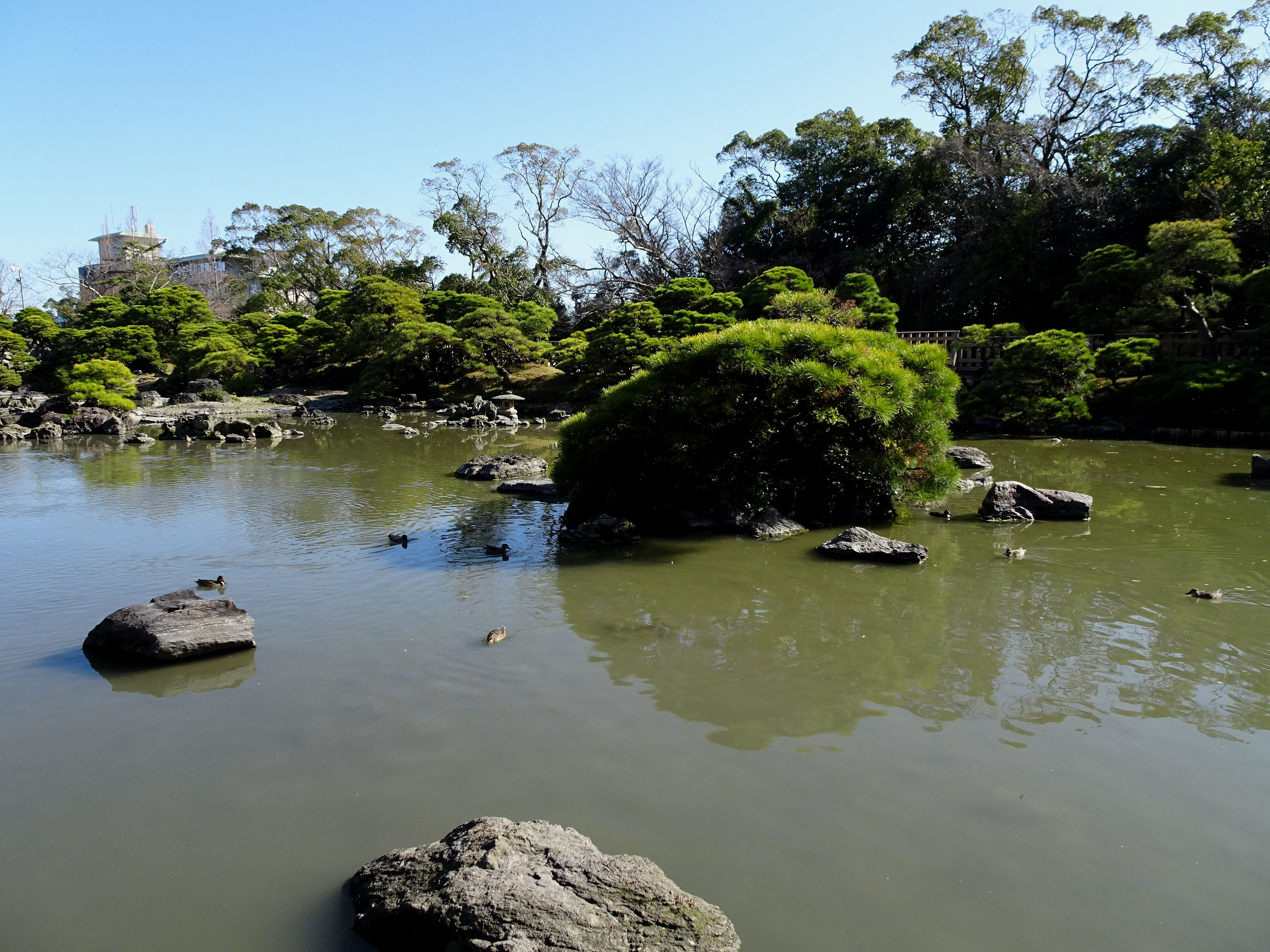
松濤園
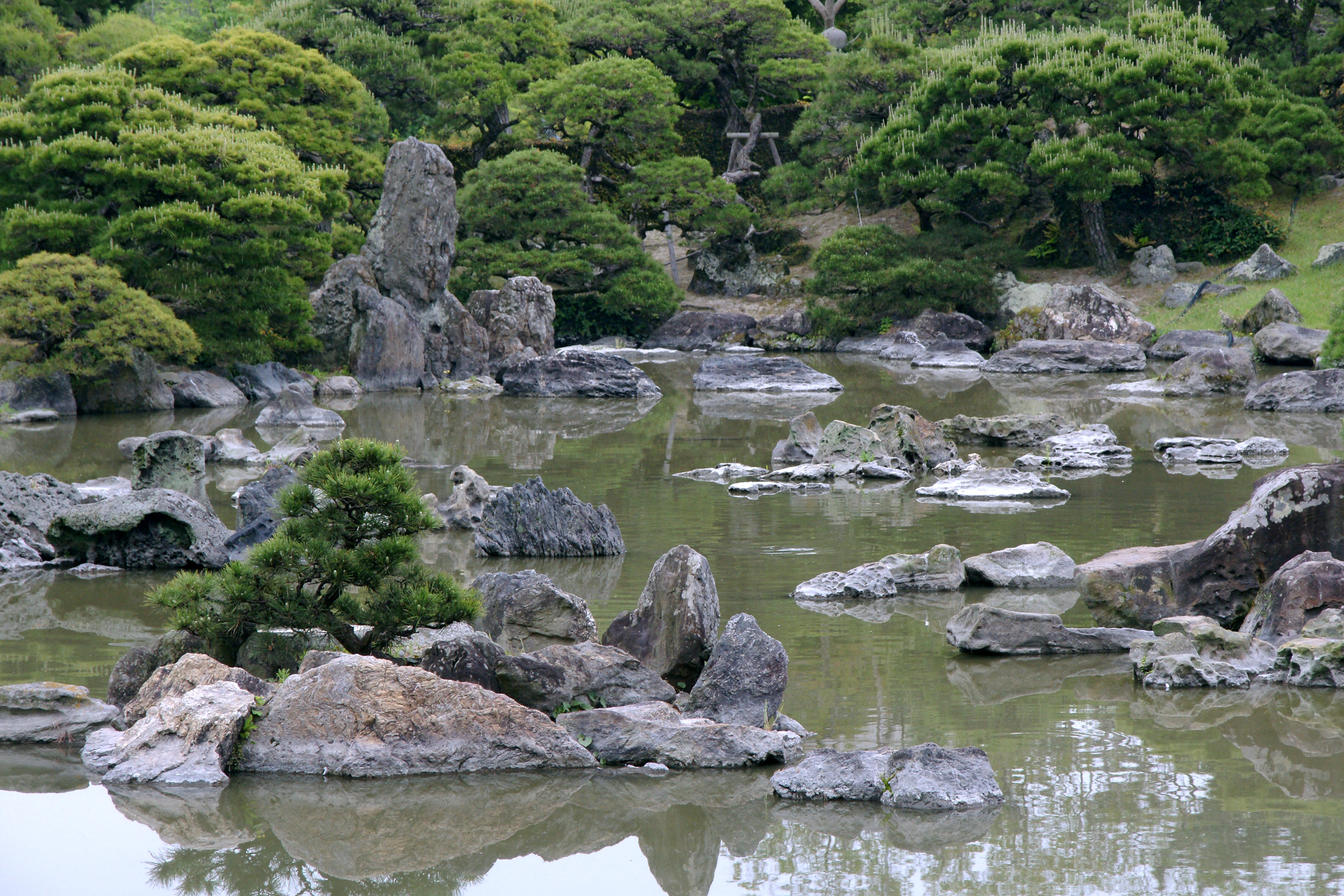
松濤園

## 関連施設
- 本館
  - 西洋館
  - 大広間
  - 御居間
  - 御役間（家政局）
- 庭園
  - 西洋館前庭
  - 大広間南庭（松濤園）
  - 東庭園
- 松濤館（宿泊・レストラン等）
- 対月館（食事処）
- 立花家史料館（殿の倉）
- 御花売店（お花小路）

## 所在地
福岡県柳川市新外町1-1

## 交通アクセス
- 西鉄天神大牟田線西鉄柳川駅下車の上、
  - 堀川バス「亀の井ホテル柳川」行きに乗車、終点の同バス停にて下車、徒歩3分
  - 西鉄バス「早津江」行きに乗車、御花前バス停にて下車、徒歩2分
  - 同駅よりタクシーで約10分
- マイカーの場合、九州自動車道みやま柳川インターチェンジより約11km。